# Clark Dean
Clark Dean (n. 3 februarie 2000, Sarasota, Florida, SUA) este un canotor ce a reprezentat Statele Unite ale Americii, medaliat olimpic. A participat la 2 ediții ale Jocurilor Olimpice (2020, 2024) în care a câștigat 1 medalie de bronz.